# Labrador retriever
El labrador retriever (también conocido como cobrador de Labrador, perdiguero de Labrador o simplemente labrador) es una raza de perro de origen canadiense que se desarrolló en el Dominio de Terranova (hoy Terranova y Labrador). Es una de las razas más populares del mundo por la cantidad de ejemplares registrados.
Su excepcional mansedumbre, inteligencia y energía, hacen que sean generalmente considerados como buenos compañeros para personas de todas las edades, así como fiables perros trabajadores, comúnmente formando parte de las brigadas caninas de la policía en operativos antidroga, antiexplosivos, de búsqueda y rescate, entre otros. Con adiestramiento, el labrador es una de las razas de perro más dócil, obediente y talentosa que existen.

## Historia
Los antepasados se originaron en la isla de Terranova, ahora parte de la provincia de Terranova y Labrador, Canadá. El precursor de la raza de Labrador fue el perro de aguas de San Juan, una raza que surgió a través de la cría hecha por los primeros colonos de la isla en el siglo XVI. Los antepasados de los perros de San Juan no se conocen, pero, probablemente, fueron una mezcla aleatoria de razas de trabajo inglesas, irlandesas y portuguesas.
Hubo dos líneas de perros de San Juan:
- Terranova mayor, era de complexión más pesada, grande y con largo pelaje, fue el precursor del perro Terranova y probablemente fue el resultado del cruce de perros de San Juan con los mastines traídos a la isla por las generaciones de pescadores portugueses que habían estado pescando en alta mar desde el siglo XVI.

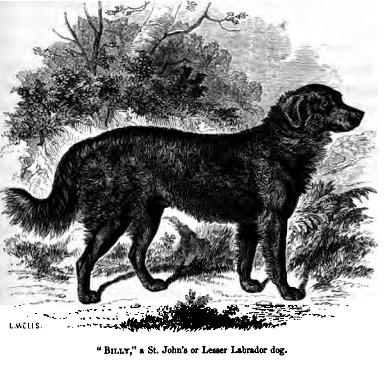
Terranova menor, era más pequeño, de complexión más liviana, activo, de pelaje corto y suave, fue el precursor del perro labrador retriever, siendo criado principalmente por los ingleses e irlandeses. Los pescadores locales originalmente utilizaron al perro para ayudar a llevar los cabos entre los barcos, ayudar a recuperar y sacar las redes de pesca del agua. La lealtad del perro, su gusto por el agua y su disposición para el trabajo duro fueron características valiosas para los pescadores.[8] El pecho blanco, las patas, el morro y el hocico —conocidas como marcas smoking— fueron características del perro de San Juan y, a menudo, aparecen en labradores mixtos, y ocasionalmente se manifiestan en Labradores puros como un pequeño punto blanco en el pecho —conocido como medallón— o ligeros mechones de pelo blanco en las patas o en el hocico.
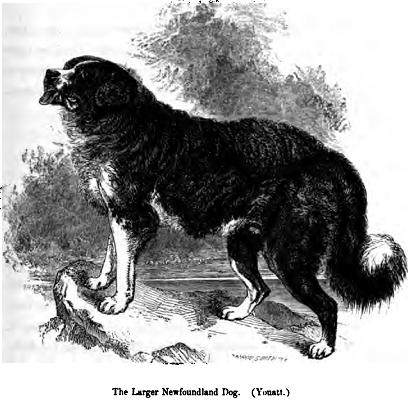
Perro de San Juan o Terranova mayor.
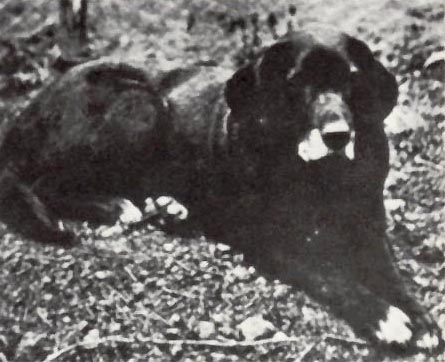
«Nell» (1856). Fue propiedad del conde de Home.
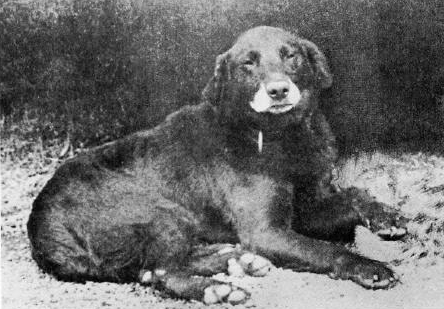
«Buccleuch Avon» (1885). Perro base en las líneas del labrador moderno.
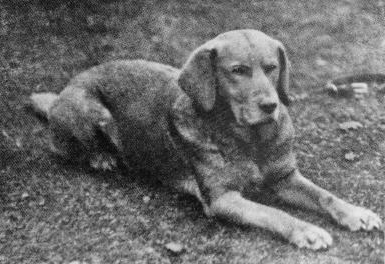
«Ben of Hyde», primer labrador amarillo reconocido.
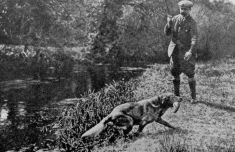
«Ben of Hyde» recobrando una trucha.
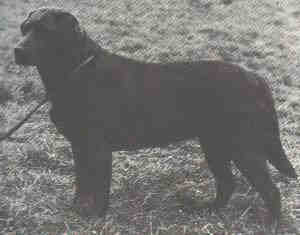
«Cookridge Tango», primer labrador color chocolate, campeón.

Durante el siglo XIX un buen número de perros de San Juan fueron llevados a la región de Poole en Inglaterra, en ese entonces uno de los centros de comercio pescadero para la alta burguesía, donde estos animales llegaron a ser apreciados como perros de caza y recobre de aves en agua. Unos pocos criaderos en Inglaterra comenzaron a reproducirlos, al mismo tiempo, en la isla de Terranova una combinación de políticas proteccionistas de la cría de ovejas —que llevó a subir de manera exorbitante los impuestos de los propietarios de perros—, aunado a la cuarentena por rabia en Inglaterra que impidió la repatriación de los perros, llevó a la desaparición gradual y consecuente extinción del perro de San Juan en su país de origen, Canadá.
El primer y el segundo Earl de Malmesbury criaban perros para cazar patos en su finca, al igual que el quinto y el sexto duques de Buccleuch, junto con el hijo más joven de lord George, William Montagu-Douglas-Scott, jugaron un papel decisivo en el desarrollo y establecimiento de la raza labrador moderna en la Inglaterra del siglo XIX. Los perros Avon —«Buccleuch Avon» y «Ned»— dados por Malmesbury para ayudar al duque de Buccleuch en su programa de cría en la década de 1880 se consideran los antepasados del labrador contemporáneo.
El primer perro de San Juan se dice que llegó a Inglaterra alrededor de 1820. Sin embargo, la reputación de la raza se extendió a Inglaterra mucho antes. Hay una historia que dice que el conde de Malmesbury vio a un perro de San Juan en un barco pesquero e inmediatamente hizo arreglos con los comerciantes para tener algunos de estos perros exportados a Inglaterra. Los antepasados de los primeros labradores impresionaron tanto al conde, por su habilidad y capacidad para recuperar cualquier cosa en el agua y en la tierra, que él dedicó su criadero entero al desarrollo y establecimiento de la raza.

### Nombre
La casta fundacional de la raza fue conocida primero como el perro de aguas de San Juan o Terranova menor. No fue hasta que los perros fueron llevados más tarde a Inglaterra, que fueron nombrados en honor de la zona geográfica canadiense conocida como «el Labrador», o simplemente «Labrador» para poder distinguirlos de la raza de más tamaño y peso: el perro Terranova, a pesar de que la raza era la más meridional proveniente de la Península de Avalon.

### Temperamento

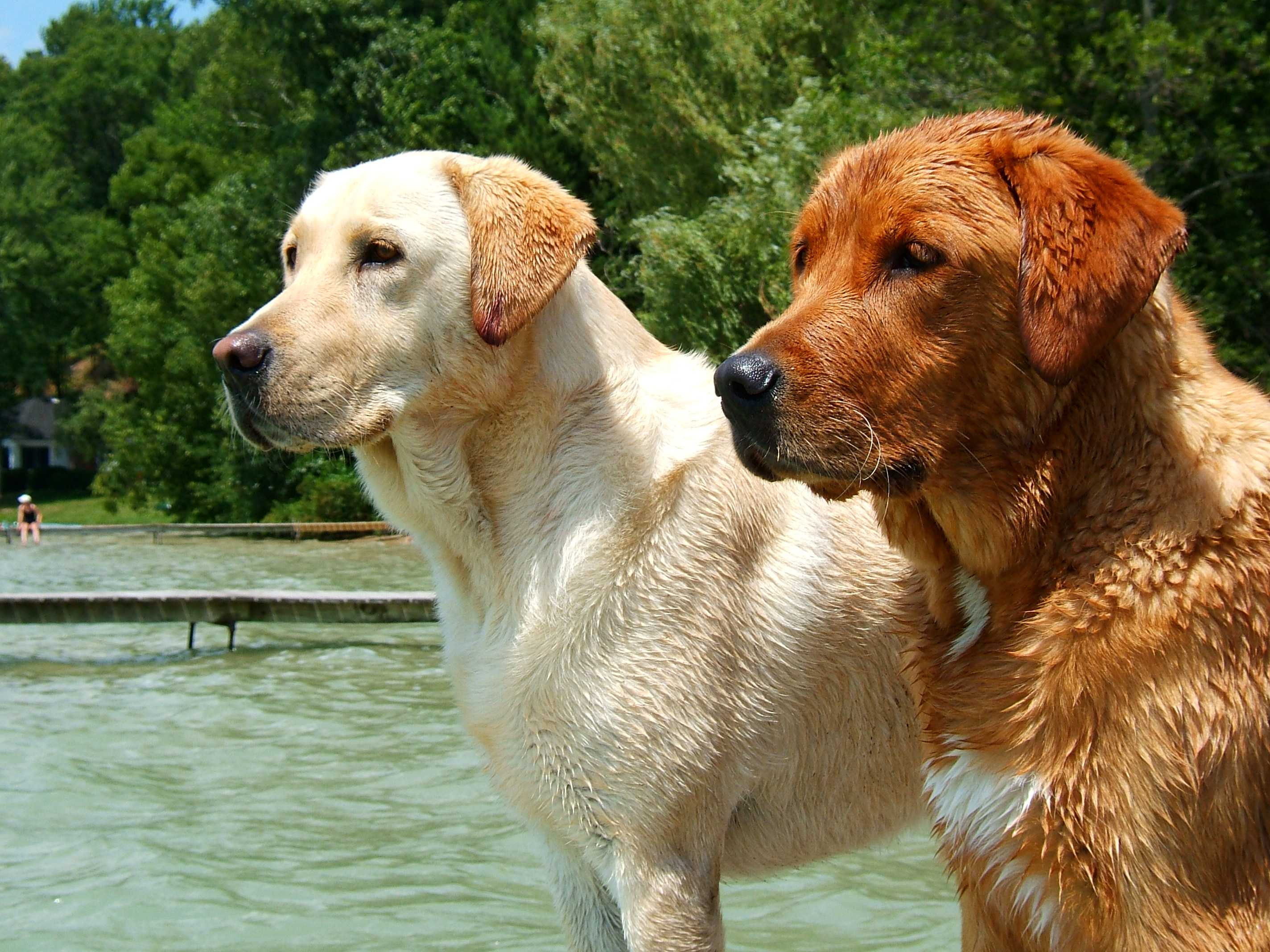
Dos variantes del color arena

### Colores

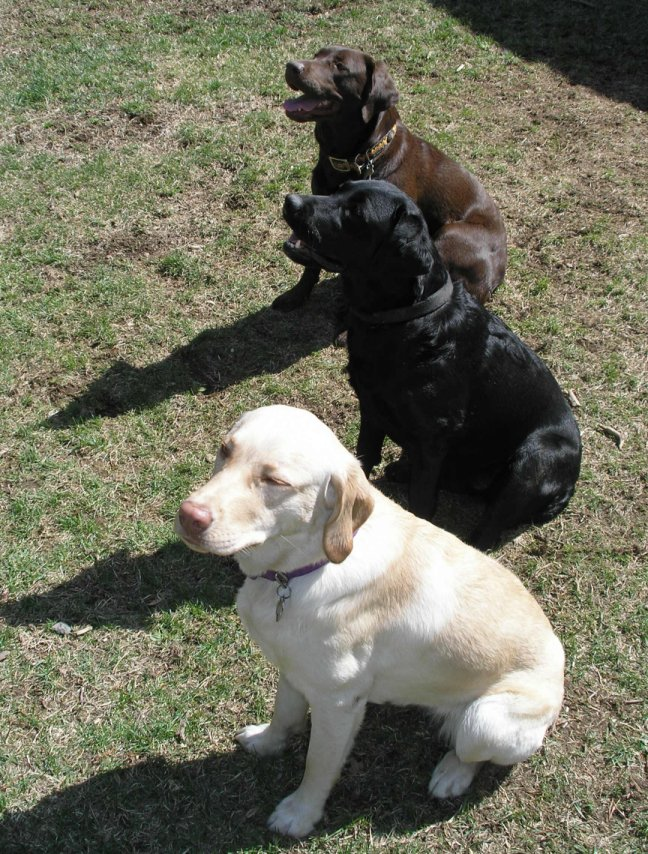
Las tres variedades principales de color del perro Labrador retriever.

#### Nariz y pigmentación

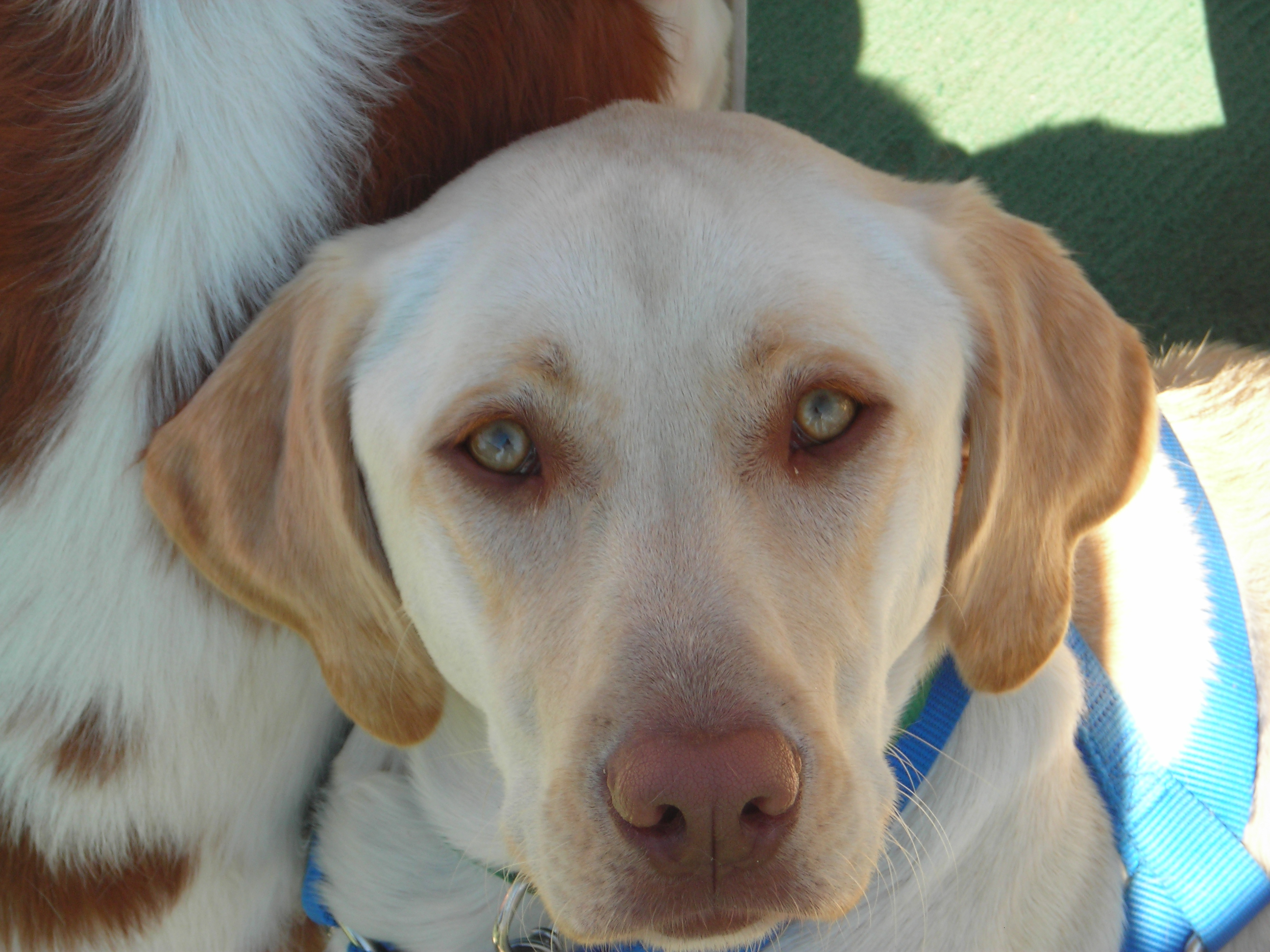
Se denomina «Dudley» al labrador amarillo que presenta nariz rosa junto con los bordes del ojo del mismo color.

## Salud

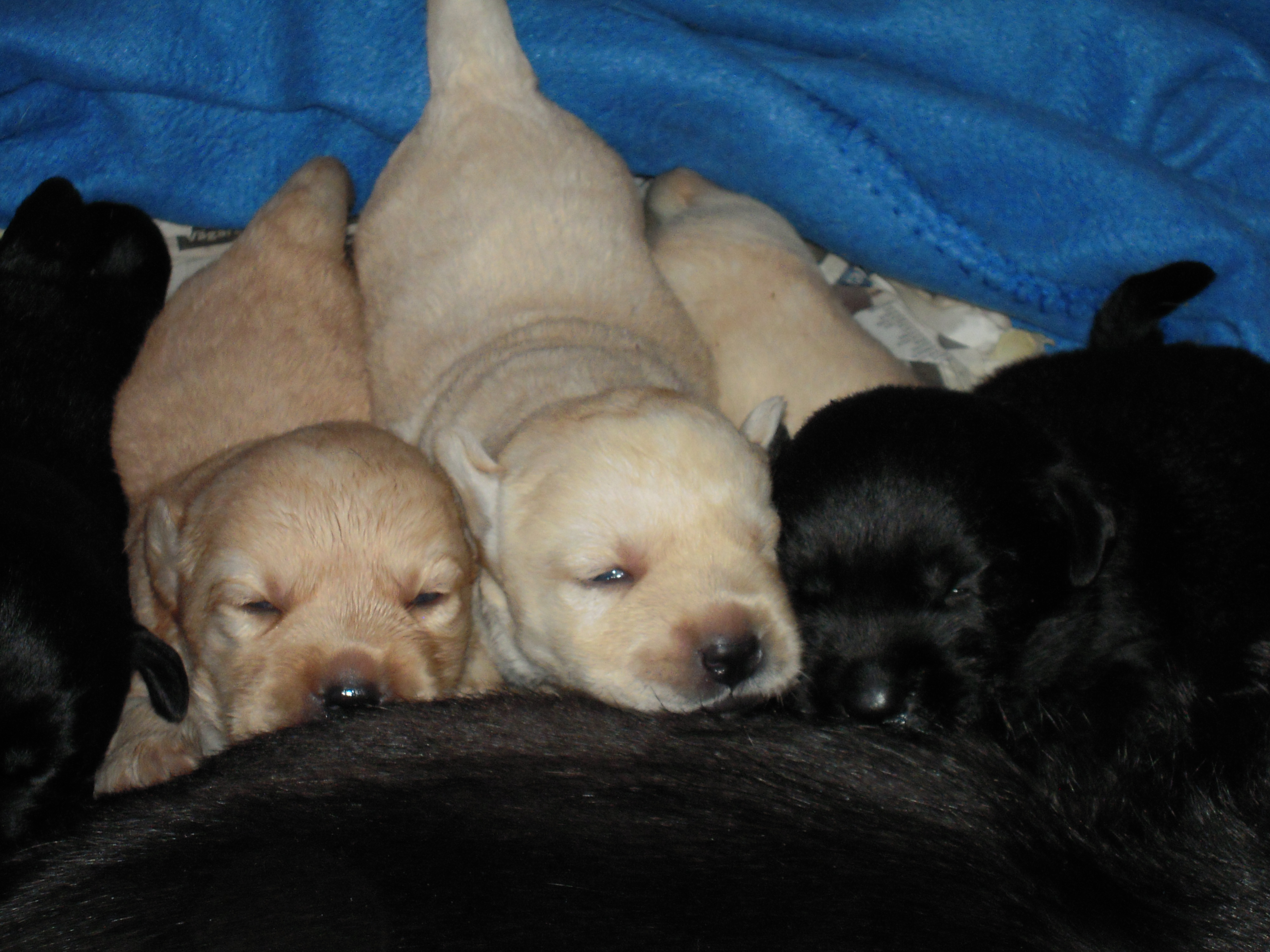
En una misma camada pueden nacer cachorros de todos los colores.

## Usos como perro de trabajo

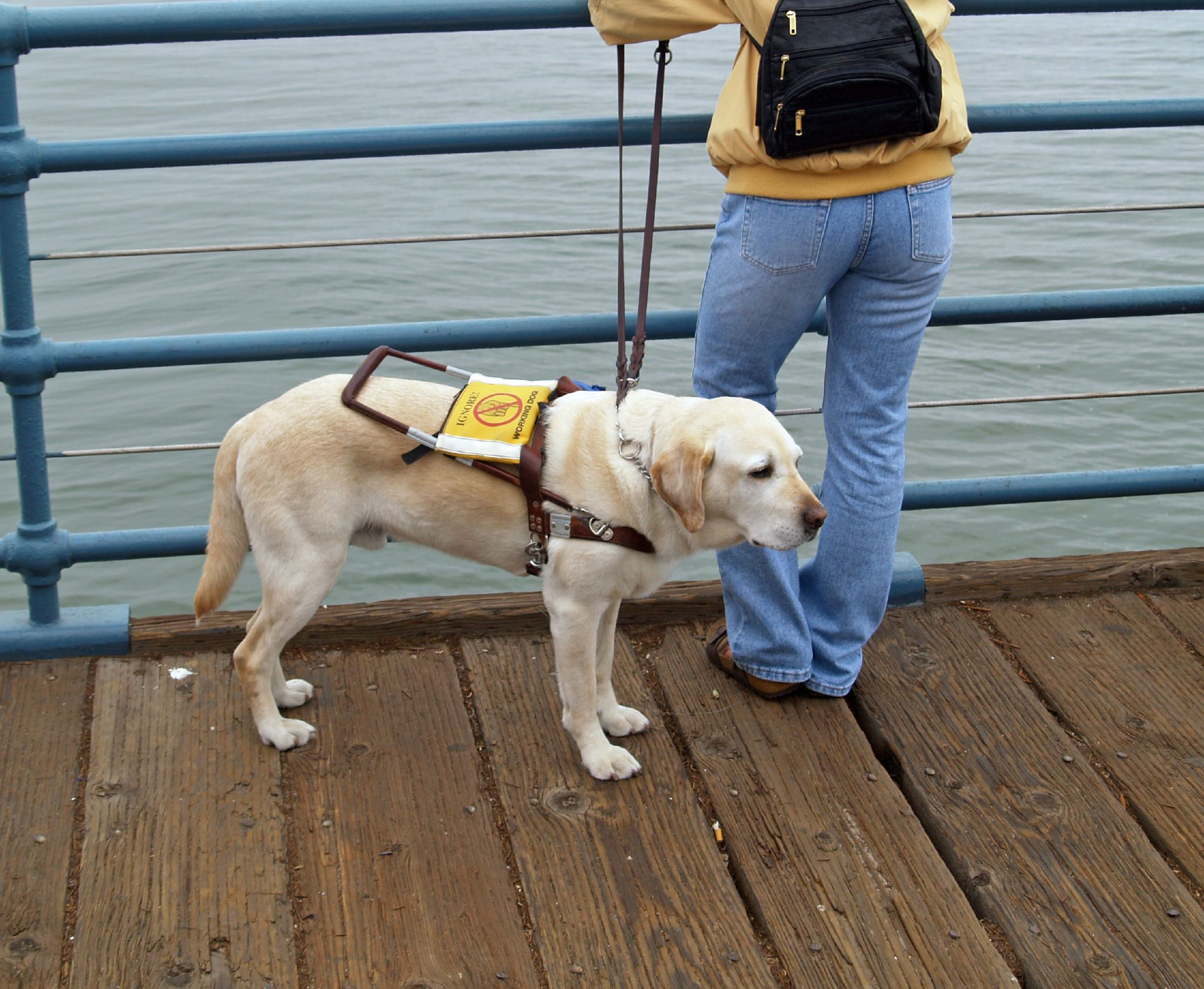
Utilizado como perro de asistencia

### Perro de ayuda

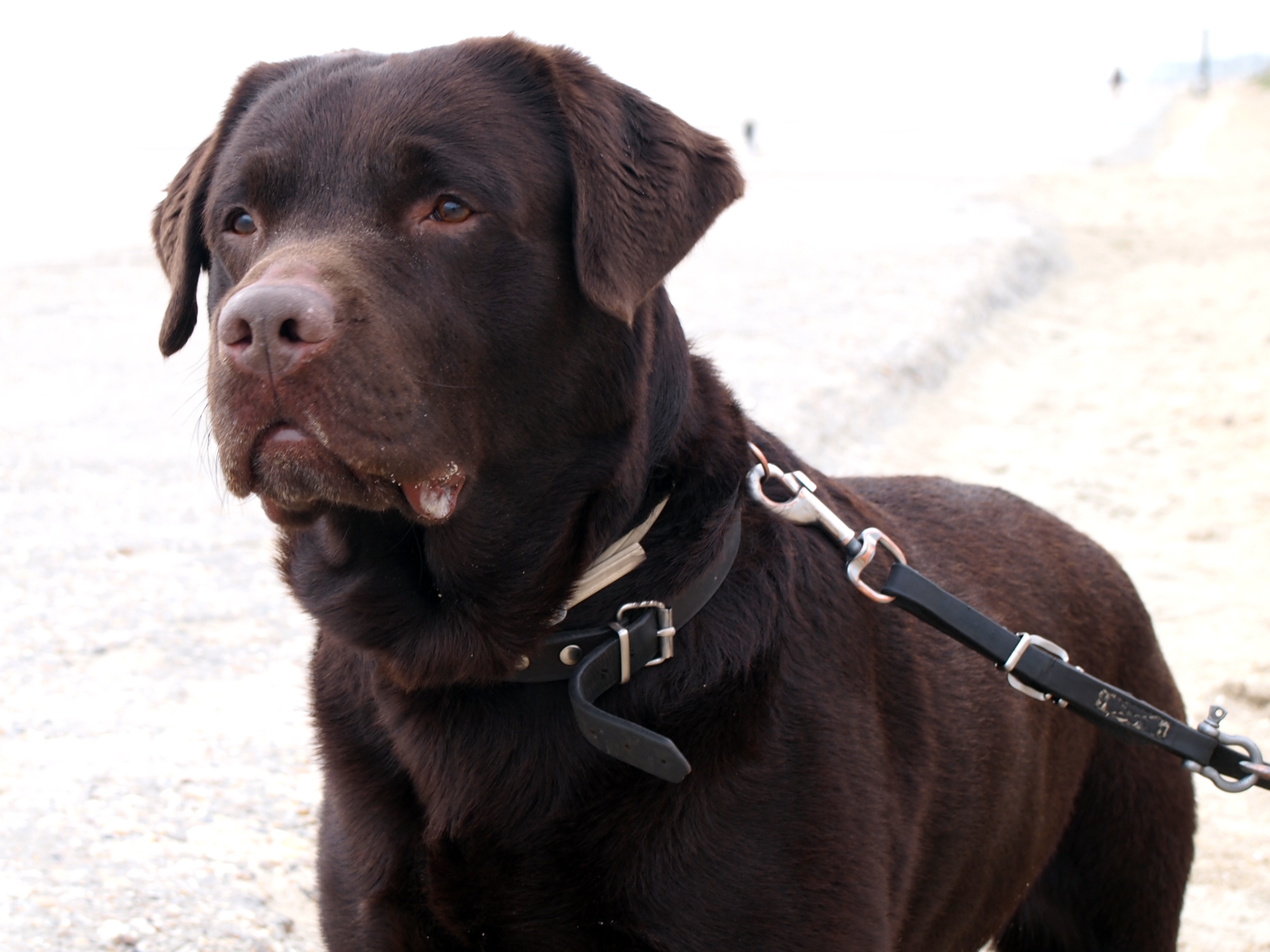
Labrador Retriever chocolate. Los labradores fueron seleccionados por los militares para rastrear debido a sus distintas habilidades olfativas.

## Ejemplares célebres

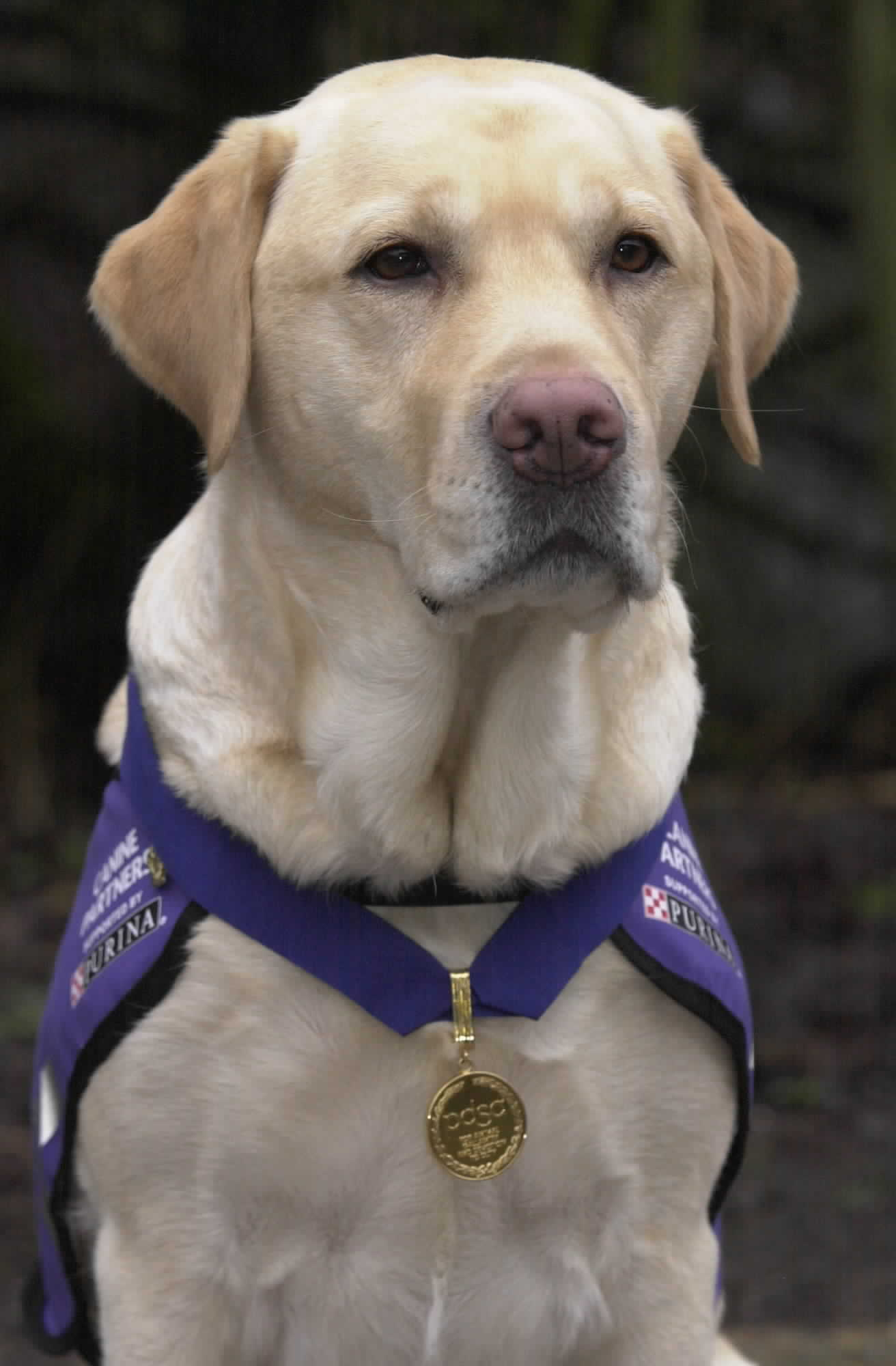
«Endal» portando su medalla de oro PDSA como reconocimiento a su valentía.